# Silja
Silja er et pigenavn, og pr. 1.1.2010 var der 582 i Danmark, der havde Silja som første fornavn.

## Kendte personer med navnet
- Anja Silja – tysk sopran.
- Silja Okking – dansk Electronica-sanger/-rapper.